# Alexandra Culvin
Alexandra (Alex) Culvin (Liverpool, 16 november 1983) is een Engels voetballer die sinds 2011 uitkomt voor Bristol Academy WFC in de Women's Premier League.

## Carrière
Culvin kwam in de zomer van 2010 over naar AZ. Daarvoor speelde ze voor Leeds United en Everton in de Women's Premier League. In 2006 speelde ze met Leeds de FA Cup finale.
Haar verblijf bij AZ is echter van korte duur. In maart 2011 stapte ze over naar Bristol Academy WFC om te gaan spelen in de FA Women's Super League.
1 Chamberlain ·
2 Dykes ·
3 Yorston  ·
4 Matthews ·
5 McCatty ·
6 Keka ·
7 Natalia ·
8 Windell ·
9 Heatherson ·
10 Harries ·
11 Curson ·
13 Del Río ·
14 Leek ·
15 Watts ·
16 James ·
17 Haynes ·
18 Hignett ·
19 Rose ·
20 Harding ·
21 Cleverly ·
22 Evans ·
23 Walkley ·
37 Staniforth ·
Coach: Edmondson